# 塔馬 (拉里奧哈省)
30°31′S 66°32′W / 30.517°S 66.533°W

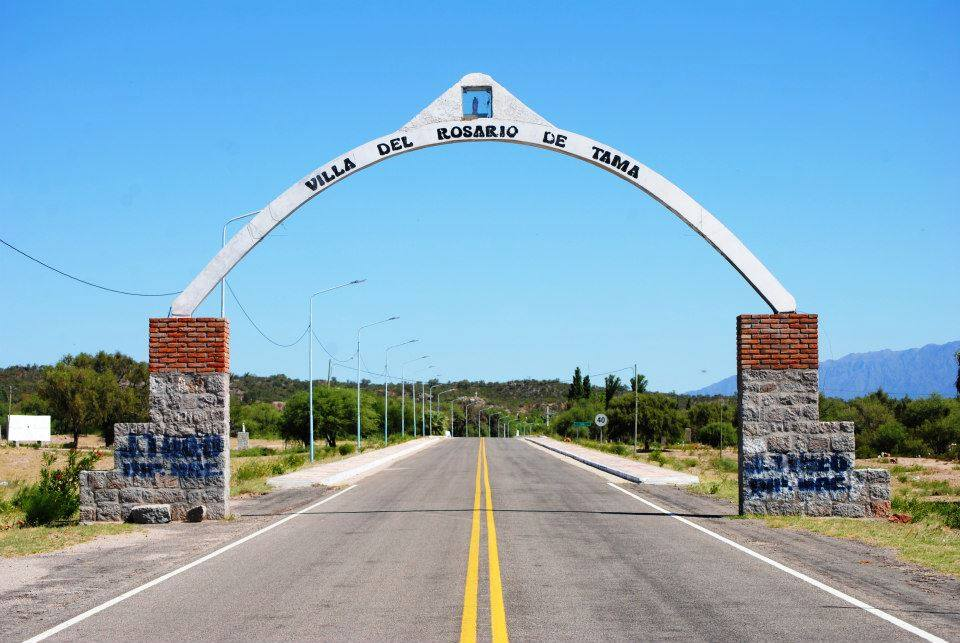
塔馬

塔馬（西班牙語：Tama），是阿根廷的城鎮，位於該國西部拉里奧哈省，是安赫爾比森特佩尼亞洛薩將軍縣的首府，海拔高度670米，該地區的地震活動頻繁和低強度，2010年人口1,164。